# Денпасар

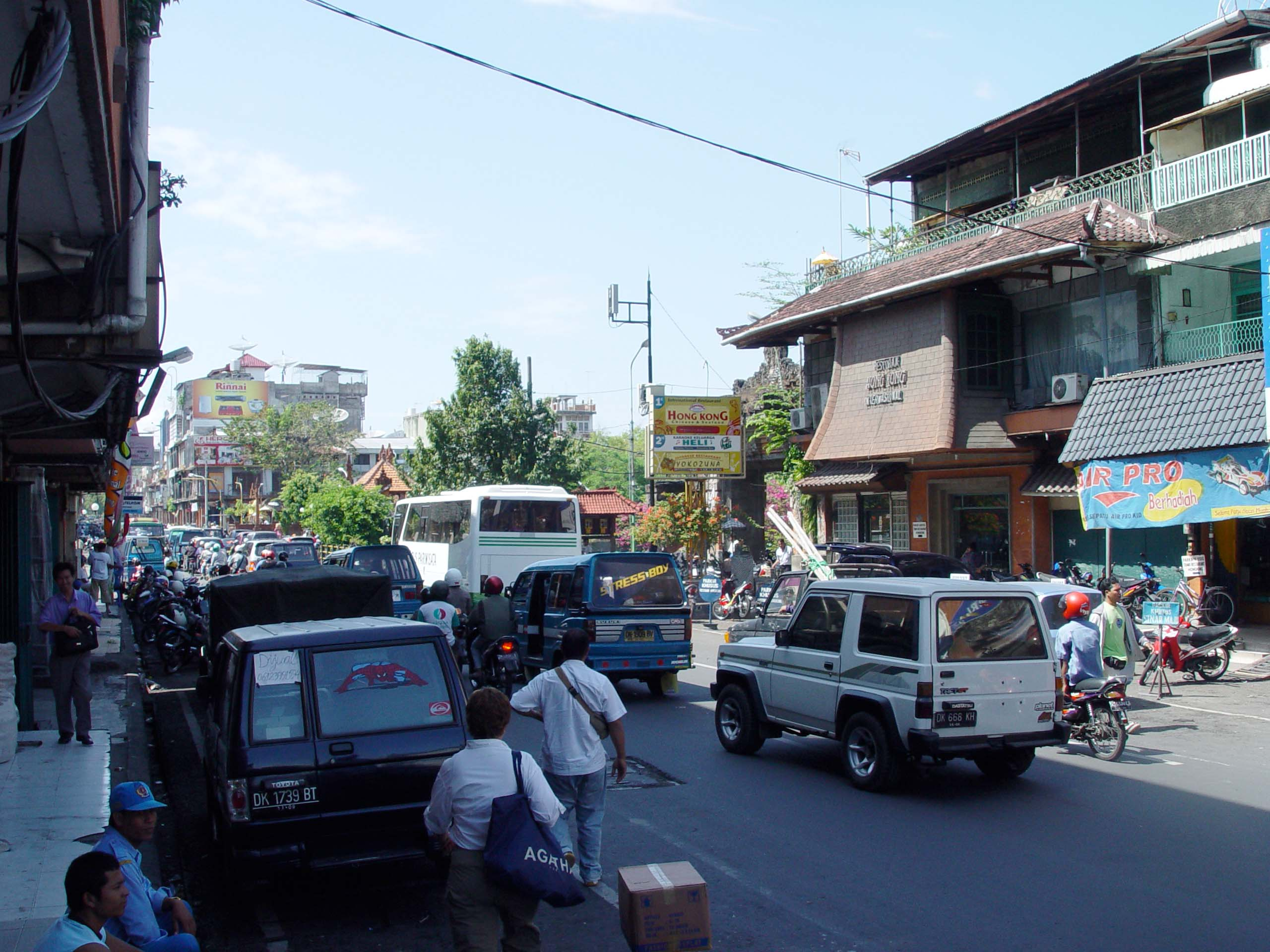
На вулицях Денпасара

Денпасар — місто на півдні індонезійського острова Балі. Маючи населення 500 тисяч жителів (з найближчими передмістями близько 700 тис. осіб), Денпасар є найбільшим містом острова та адміністративним центром провінції Балі.
Денпасар означає «на схід від ринку». Санур зі сходу та Кута з півдня практично злилися із столицею, разом вони являють собою великий міський агломерат.
Денпасар став столицею Балі 1958 року, до цього протягом століть він був столицею провінції Бадунг. Його архітектура увібрала риси різних культур: яванської, китайської, європейської. Китайські традиції особливо помітні у центрі міста. З приходом у XIX ст. голландських колонізаторів з'явилися прикмети європейських віянь. Денпасар, незважаючи на бурхливе будівництво в останні роки, продовжує зберігати провінційний вигляд. Тут ще можна зустріти рисові поля і сади поруч із храмами, будинками брахманів та палацами. Модні вілли побудовані прямо на рисових полях, адміністративні будівлі розташовані вздовж доріг, типово сільські будівлі розташовано поруч із сучасною архітектурою.
Аеропорт Балі називається Нгурах-Рай.

## Клімат
Місто знаходиться у зоні, котра характеризується кліматом тропічних саван. Найтепліший місяць — квітень із середньою температурою 29.6 °C (85.3 °F). Найхолодніший місяць — серпень, із середньою температурою 26.1 °С (78.9 °F).
| Клімат Денпасара        | Клімат Денпасара | Клімат Денпасара | Клімат Денпасара | Клімат Денпасара | Клімат Денпасара | Клімат Денпасара | Клімат Денпасара | Клімат Денпасара | Клімат Денпасара | Клімат Денпасара | Клімат Денпасара | Клімат Денпасара | Клімат Денпасара |
| Показник                | Січ.             | Лют.             | Бер.             | Квіт.            | Трав.            | Черв.            | Лип.             | Серп.            | Вер.             | Жовт.            | Лист.            | Груд.            | Рік              |
| Середній максимум, °C   | 33               | 33,4             | 33,6             | 34,4             | 33,1             | 31,4             | 30,4             | 29,6             | 31,4             | 33,6             | 32,7             | 33               | 32,5             |
| Середня температура, °C | 28,6             | 28,8             | 28,8             | 29,6             | 28,6             | 27,4             | 26,7             | 26,1             | 27,1             | 28,6             | 28,1             | 28,2             | 28,1             |
| Середній мінімум, °C    | 24,1             | 24,2             | 24               | 24,8             | 24,1             | 23,5             | 23               | 22,5             | 22,9             | 23,7             | 23,5             | 23,5             | 23,7             |
| Норма опадів, мм        | 345              | 274              | 234              | 88               | 93               | 53               | 55               | 25               | 47               | 63               | 179              | 276              | 1732             |
| Днів з опадами          | 19               | 17               | 14               | 10               | 6                | 5                | 4                | 3                | 2                | 6                | 11               | 17               | 114              |
| Днів з дощем            | 27               | 22               | 20               | 9                | 8                | 6                | 4                | 4                | 8                | 12               | 16               | 22               | 158              |
| Вологість повітря, %    | 85               | 85               | 85               | 85               | 80               | 80               | 80               | 80               | 80               | 80               | 85               | 85               | 82.5             |
| ----------------------- | ---------------- | ---------------- | ---------------- | ---------------- | ---------------- | ---------------- | ---------------- | ---------------- | ---------------- | ---------------- | ---------------- | ---------------- | ---------------- |
| Джерело: Weatherbase    |                  |                  |                  |                  |                  |                  |                  |                  |                  |                  |                  |                  |                  |

## Пам'ятки

### Площа Пупутан
Географічний та історичний центр міста. Монумент на площі увічнює події 1906, так званий пупутан у Бадунга, коли перед боєм з колоніальними військами раджа Бадунга, його сім'я та домочадці, жінки та діти, бадунгська аристократія та слуги палацу скоїли культовий обряд самогубства. На очах голландських військ, озброєних рушницями та гарматами, балійці у білих шатах та дорогих прикрасах із золота закололи себе кинджалами. Голландці були приголомшені побаченим, а солдати кинулися до мертвих та агонізуючих тіл, щоб зняти золоті речі. Пам'ятник являє собою групу: чоловіка, жінку і двох дітей з малайськими кинджалами у руках.

### Музей Балі
Музей було побудовано 1910 голландцем, який намагалися перешкодити розграбуванню предметів Балійського мистецтва та їх вивезенню до Нідерландів та США. За участю Вальтера Шпіса в будівлі відкрився музей антропології та етнографії. Він складається з безлічі традиційних павільйонів, які відтворюють архітектуру палаців та храмів. Маски, малайські кинджали — кріси, картини та скульптури ілюструють історію та спосіб життя Балі.
У північній частині в павільйоні виставлені маски та костюми Рангдо та баронга. У головній будівлі розташовані декілька експонатів доісторичного періоду, саркофаги, що датуються II ст. до н. е., клітини з бамбука або індійського очерету, призначені для транспортування бійцівських півнів. Дві чорно-білі фотографії — документальні свідчення пупутана.

### Пура Джагатнатха
Поруч з музеєм палац Джагатнатха, зведено 1953 року на честь вищого Балійського божества Санг Хіянг Віді. Святиня побудована з корала та покоїться на черепасі, яка символізує земну кулю. Змії (нагі) охороняють черепаху. Навколо скульптурні групи, що зображують епізоди з «Рамаяни» та «Махабхарати».

### Магазини
У Денпасарі продаються цінні сувеніри: срібло у стилі філігрань, малайські кинджали — кріси, ляльки, класичні саронгі. Багато ювелірних виробів із золота та срібла.